# 恩典 (宗教學)
聖典是许多宗教中出现的一个神学术语。它被定义为神圣的影响力 。它以再生、圣化、激发良善的冲动，并赋予力量以经受审判和抵抗诱惑。 并且作为神圣起源的个人美德或卓越。 

## 佛教
虽然佛教中许多流派都强调自律和努力是开悟的途径，但也存在一些恩典的概念。最著名的例子是净土宗和淨土真宗的教义，该教义由12世纪的日本和尚親鸞創立。在佛教中， 福德的概念是指通过冥想和精神修养而得，並且随着时间的流逝可累積善业。當善業達到一定程度時，建基同情並達到菩提心時可把善業用來幫助其他众生。对于Shinran而言，几乎所有人都缺乏这种自我指导的精神修养的能力，或者是在妄想和自私的海洋中迷失的生物，這代表著良好的行为會漸漸受到自私的污染。這修練方式除了依靠自力外，亦需要堅信不疑擁抱“神聖力量”，这就是阿彌佛陀。无数千年以前，他培養足够的福德建立淨土。並发願要拯救所有的众生，只要通过稱呼他的名字就可以使他们往生淨土，并在當中轻松地成佛。Shinran的学說其他净土宗之间的主要区别在于，如果没有阿彌陀佛陀聖典的帮助，即使不斷念佛也是不可能的发願。因此，念佛更多地是为了表达对已经存在的恩典的感激之情，而不是自我诱导尚未出现的恩典催化剂。 

## 基督教
基督教神學裡，恩典就是上帝自發地賜予人類的「禮物」，特點是「慷慨」、「白白賜予」、「完全出乎意料」並且是「人們不配得的」。 恩典一詞，最早出現於《舊約聖經》第一卷書《創世記》中，原文為希伯來文，解作「恩惠、慈愛」， 而《新約聖經》原文是由使徒和傳道人以「通用希臘語」（又稱「新約希臘語」）寫成，在通用希臘文中，「恩典」(χάρις)一詞解作「禮物、恩惠」，亦就是上帝對罪人的愛。 聖經相信罪人只能藉恩典得拯救。由於恩典就是上帝給予人類的「禮物」，所以這愛是人類不配得到的。 基督教的普遍教义就是上帝的恩典，這是上帝赋予人类的慈悲，並使他的聖子耶稣基督被釘十字架上，从而使人得救。
在基督教中，关于如何获得恩典存在不同的概念，其中天主教、東正教和新教以不同的方式理解恩典。它被描述为“将天主教与新教、加尔文主义与阿民念主义、现代自由主义与保守主义的分水岭”。 天主教教义教导说，天主赋予了人类神圣的恩典，并进行了聖事作为接受他的恩典的主要有效手段。 对天主教及東正教的基督徒而言，聖事是天主的恩典通过肉体化的有形手段获得，他的恩典成为个人和生存的接受。 一般而言，新教的基督徒不同意这种恩典传播的观点， 而是赞成一种制度化程度较低的机制。例如，在天主教会中，天主不是透過聖洗聖事或简单的信仰祈祷来给予恩典。但是，天主教徒不会否认即使是简单的祈祷也能使天主的恩典得以传播，但這是歸屬於欲望的洗禮。
另一个例子，对于天主教徒来说，和好聖事是在犯下致命罪后传递恩典的主要手段。 历史上有许多恩典与玫瑰经的祈祷有关。

### 經文的解說
在新约圣经中，希腊语Charis（/ˈkeɪrɪs/ ）可译为恩典。为此，斯特朗给出了以下定义：“礼貌、举止和行为。  来自“家庭恩典”的一词是属灵恩赐，在《新圣经词典》中則被定义为“恩典是在言行上产生明显影响”。 与charis相关的希腊语单词是charisma 。这两个词都源自另一个希腊词chairo。 
在旧约中，希伯来语的恩典是chen  代表了仁慈的道德品质，显示了良好的行為”。 在詹姆士的译本中，chen被译成“恩典” 38次、“被宠爱” 26次、“亲切”两次。 也有被译成“令人愉悦”  和“珍贵”。 

## 印度教
遍布印度和尼泊尔的印度教或巴克蒂文献都有着聖典的解說，這可作为灵性自我实现所需的最终关键。例如古老的贤者瓦西莎在他的经典著作《瑜伽瓦西莎》中，认为这是超越业力的束缚唯一途径。一个印度教哲学家马德瓦查里亚认为，聖典不是上帝的恩赐，而是必须获得的。 

## 伊斯兰教
薩拉菲運動學者奥马尔·苏莱曼和伊斯兰法学院院长在扎尔卡大學写道：“天堂是擁有巨大价值的东西，一个人不能凭借他的事迹獲得，而是由格雷斯和真主的怜悯。” 这种立场得到圣训支持。根据阿布·赫拉拉的说法，先知穆罕默德曾说过：“你们之中，没有一个人可以仅凭他的行径进入天堂……甚至我都不行，但相信安拉會以他的恩典和怜悯我們。 ” 

## 參看
- 恩典
- 基督教
- 宗教
- 佛教